# Сан-Чезарео
Сан-Чезарео (итал. San Cesareo) — коммуна в Италии, располагается в регионе Лацио, подчиняется административному центру Рим.
Население составляет 9441 человек, плотность населения составляет 429 чел./км². Занимает площадь 22 км². Почтовый индекс — 030. Телефонный код — 06.
Покровителем коммуны почитается святой Кесарий из Террачины, празднование 27 августа.